# Romano R.120
Il Romano R.120 fu un bombardiere bimotore quadriposto monoplano ad ala bassa sviluppato dall'azienda aeronautica francese Chantiers aéronavals Étienne Romano nella prima parte degli anni trenta e rimasto allo stadio di prototipo.
Portato in volo per la prima volta nel 1938, a una valutazione comparativa non riuscì ad ottenere prestazioni tali da superare i modelli concorrenti e il suo sviluppo venne interrotto senza avviare alcuna produzione in serie. Fu l'ultimo modello sviluppato dall'azienda francese prima di essere assorbita nel consorzio Société nationale des constructions aéronautiques du sud-est (SNCASE).

## Storia del progetto
Il Service technique de l'aéronautique (STAé) in data 17 novembre 1934, emise una specifica per la fornitura di un nuovo velivolo della categoria "B5" (bombardiere a cinque posti) in grado di trasportare 1 000 kg di bombe (che salivano fino a 1 500 kg su distanze più contenute) a una velocità massima non inferiore ai 400 km/h a 4 000 m di quota; al fine di rendere più agevole il raggiungimento delle prestazioni richieste l'aereo non avrebbe dovuto essere dotato di postazioni difensive montate su torrette.
Il velivolo richiesto faceva parte della "seconda generazione" di macchine progettate per dotare l'Armée de l'air, l'aeronautica militare francese di recente costituzione come Arma autonoma e avrebbe dovuto discostarsi dai modelli allora in servizio, ovvero l'Amiot 143, il Bloch MB 200, il Farman F.222 il Lioré et Olivier LeO H-257 e il Potez 540, ispirati dalle teorie sul bombardamento strategico care a Giulio Douhet e Billy Mitchell ma oramai considerati obsoleti.
Nacquero così, più o meno contemporaneamente, i progetti dei concorrenti del Romano R.120: l'Amiot 341, il Bloch MB 134, il Latécoère 570 e il Lioré et Olivier LeO 45; tutti progetti che, a seguito di una modifica alla specifica iniziale, furono rivisti in configurazione quadriposto e per i quali era previsto l'impiego di nuovi motori in grado di erogare la potenza di 1 000 CV anch'essi in corso di sviluppo.

## Utilizzatori
Francia
- Armée de l'air

### Annotazioni
1. ↑  La bibliografia nelle varie lingue non concorda, per la mancanza di una rigida convenzione di designazione richiesta dalle forze armate francesi, nella designazione del modello, R.120 prevalente in quella in lingua inglese, R-120 in francese, o anche semplicemente Romano 120 senza alcun prefisso.
2. ↑  Agenzia dello Stato francese responsabile del coordinamento di studi sul trasporto aereo. Creata nel 1916 come sezione tecnica dell'aeronautica, l'istituzione esisterà fino al 1980 quando, a seguito di una revisione delle diverse organizzazioni legate al trasporto aereo, vedrà i propri poteri sparsi in diversi servizi tecnici del programma di servizio aerospaziale.

### Fonti
1. ↑  Parmentier, Romano R-120.
2. 1 2 3 4 5 6  Danel, 1967, p. 3.
3. 1 2 3 4  Pelletier, 2009, p. 24.
4. ↑  Danel, 1967, p. 4.

### Pubblicazioni
- (EN) Raymond Danel, The Lioré et Olivier LeO 45 Series, in Aircraft Profile, n. 173, Leatherhead, Surrey, UK, Profile Publications, 1967.
- (EN) Alain Pelletier, French Bombers of World War II, in In action, Aircraft Number 189, Carrollton, TX, USA, Squadron/Signal Publications Inc., 2003,  pp. 24-37, ISBN 978-0-89747-458-0.